# Municipio de Harrison (condado de Owen)
El municipio de Harrison (en inglés: Harrison Township) es un municipio ubicado en el condado de Owen en el estado estadounidense de Indiana. En el año 2010 tenía una población de 1735 habitantes y una densidad poblacional de 28,76 personas por km².

## Geografía
El municipio de Harrison se encuentra ubicado en las coordenadas 39°26′19″N 86°40′17″O / 39.43861, -86.67139. Según la Oficina del Censo de los Estados Unidos, el municipio tiene una superficie total de 60.32 km², de la cual 56,9 km² corresponden a tierra firme y (5,66 %) 3,42 km² es agua.

## Demografía
Según el censo de 2010, había 1735 personas residiendo en el municipio de Harrison. La densidad de población era de 28,76 hab./km². De los 1735 habitantes, el municipio de Harrison estaba compuesto por el 98,21 % blancos, el 0,29 % eran afroamericanos, el 0,69 % eran amerindios, el 0,23 % eran de otras razas y el 0,58 % eran de una mezcla de razas. Del total de la población el 0,86 % eran hispanos o latinos de cualquier raza.